# Megatherioidea
De Megatherioidea zijn een superfamilie uit de onderorde van de luiaards (Folivora). Tot deze groep behoren de nog levende familie Bradypodidae, waartoe de drievingerige luiaards (Bradypus) behoren, en de uitgestorven familie Megatheriidae, die een aantal grondluiaards omvat.

## Indeling
- Superfamilie Megatherioidea
  - Familie Bradypodidae
    - Bradypus crinitus

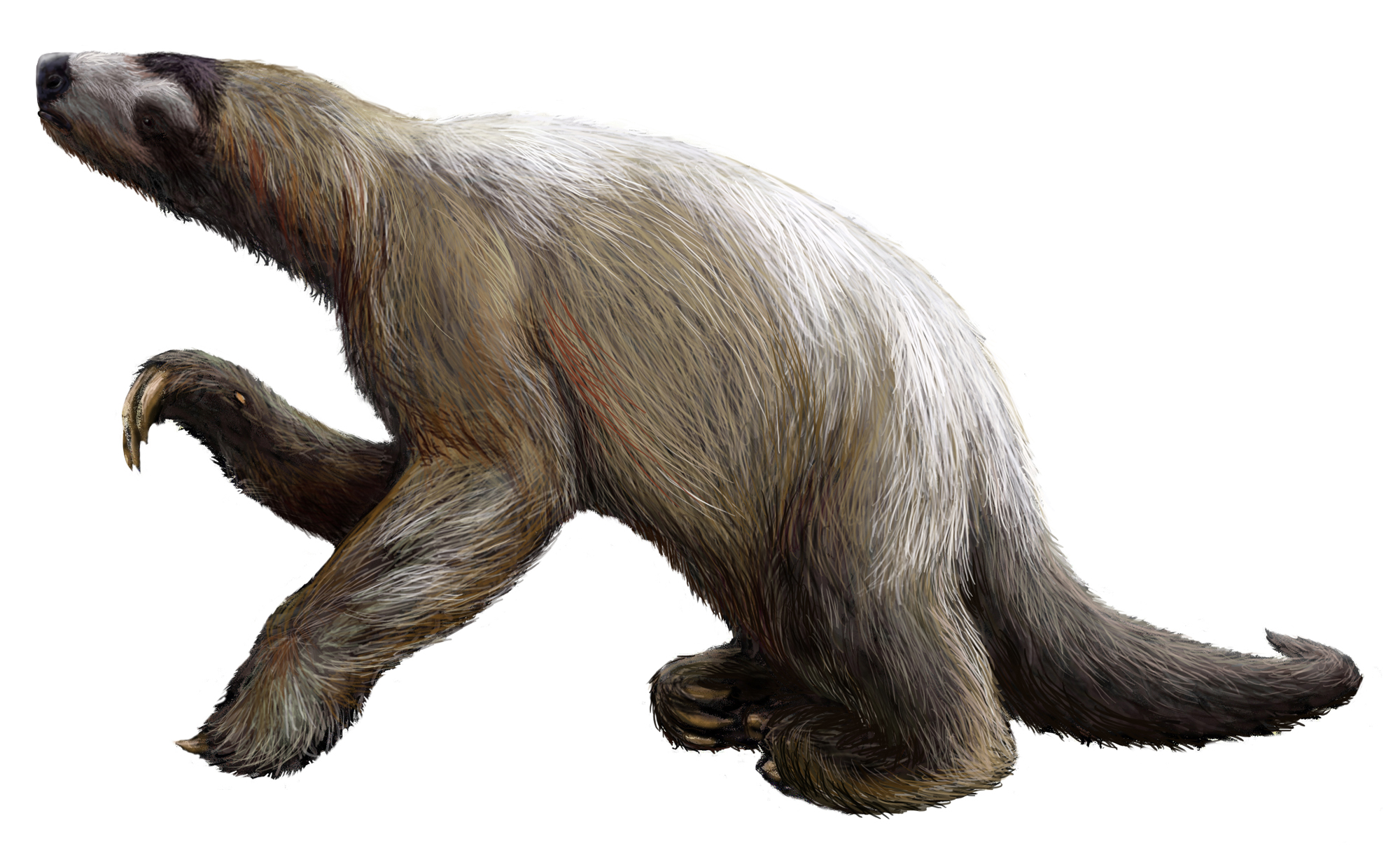
Een Nothrotheriops.

    - Bradypus pygmaeus (Escudo-eilandluiaard)
    - Bradypus torquatus (Kraagluiaard)
    - Bradypus tridactylus (Drievingerige luiaard)
    - Bradypus variegatus (Kapucijnluiaard)

  - Familie Megatheriidae †
  - Familie Megalonychidae †
  - Familie Nothrotheriidae †